# جورج رابرتسون (سیاستمدار)
جورج رابرتسون (انگلیسی: George Robertson؛ زادهٔ ۱۲ آوریل ۱۹۴۶) سیاست‌مدار اهل بریتانیا است.
وی از سال ۱۹۹۹ تا ۲۰۰۴ دبیرکل ناتو و از سال ۱۹۹۷ تا ۱۹۹۹ وزیر دفاع بریتانیا بوده است.
رابرتسون همچنین برندهٔ جوایزی همچون نشان افتخار آزادی رئیس‌جمهوری و نشان گل خار شده‌است.